# 진주 (소설)

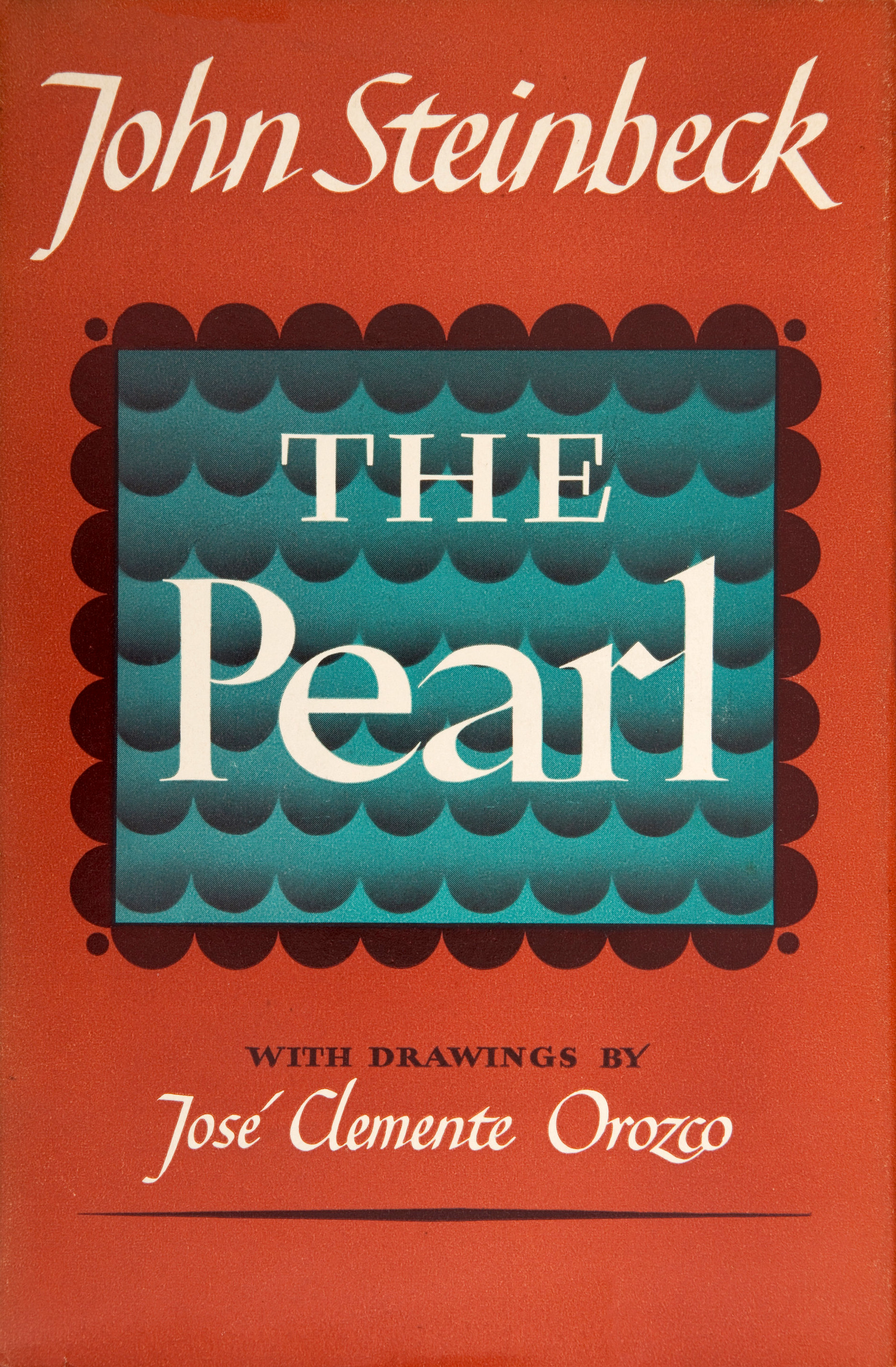

《진주》(영어: The Pearl)는 미국의 작가인 존 스타인벡이 1947년에 출간한 중편소설이다.  글 중에 주인공인 '키노'는 진주조개를 잡는 사람이다.  스타인벡은 멕시코 전통 이야기인 라 파즈, 바자 캘리포니아 서르에서 이 소설의 영감을 얻었다.  이 이야기는 스타인벡이 쓴 소설 중 가장 유명한 것 중 하나이며 중, 고등학교에서 널리 읽혀졌다.
그는 이 소설을 쓰는 도중에 멕시코를 자주 방문하였으며 애초에 영화 각본으로 쓰려고 하였다.

## 한국어 번역
- 호세 오로스코 그림/김승욱 옮김, 문예출판사, 2025년

## 관련 논문
- 황치복, 〈존 스타인벡의 『진주』에 나타난 선악의 문제〉, 《문학과 종교》 10-2, 한국문학과종교학회, 2005년
- 장웅상, 〈불교적 관점에서 바라본 스타인벡의 『진주』〉, 《미국소설》 3-1, 미국소설학회, 2006년
- 황치복, 〈존 스타인벡의 동양적 접근과 이해 : 「진주」의 도교적 읽기〉, 《동서비교문학저널》 18, 한국동서비교문학학회, 2008년